# Храм Цита
Дзэн-буддистский храм Цита (кит. упр. 七塔寺, пиньинь qī tǎ sì, палл. ци та сы, буквально: «храм семи пагод») — дзэн-буддистский храм, расположенный в Иньчжоу, Нинбо, Китай. Является единственным основным дзэн-буддистским храмовым комплексом в Нинбо.
Полное название данного храма — «Чань-китайский буддийский храм национального значения» (кит. 汉族地区重点寺院). С 2011 года он был включен в список реликвий, охраняемых правительством провинции.
История храма восходит к династии Тан (618—907), к 858 году. Первое название храма — «Дзэн двор Дунцзинь» (кит. 东津禅院). Храм многочисленно разрушался и восстанавливался. В начале династии Цин (1644—1911). Известно, что семь пагод располагались перед входом в храм. Это дало ему имя, под которым храм известен до сих пор. На протяжении династии Цин, храм распространял идеи школы буддизма Линьдзи.
Храм был почти полностью разрушен во время культурной революции, однако восстановлен в 1980 году.
В храм можно попасть через Линию 1 метрополитена Нинбо. Ближайшая станция — восточный мост Цзянся.